# Диморфодон
Диморфодон (лат. Dimorphodon) — род среднеразмерных птерозавров из раннеюрской эпохи. Название дал в 1859 году английский натуралист Ричард Оуэн. Название означает «две формы зубов», с отсылкой на то, что птерозавр имел два различных типа зубов в челюстях — признак, который крайне редко встречается у рептилий.

## Описание

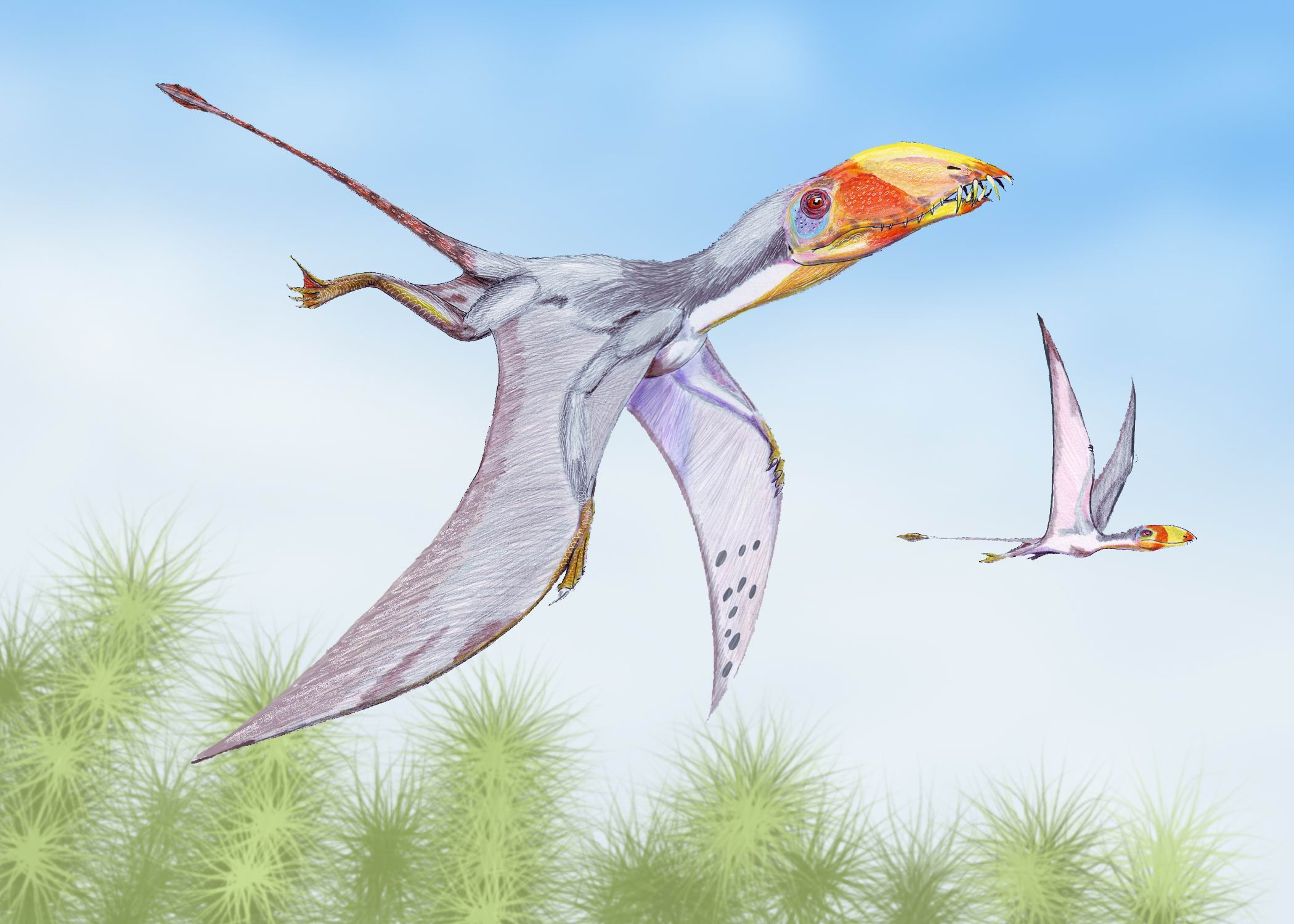
D. macronyx в представлении художника

Структура тела диморфодона показывает много базальных характеристик, таких, как очень маленькая черепная коробка и пропорционально короткие крылья. Первая фаланга пальца крыла лишь немного длиннее плечевой кости. Шея была короткой, но сильной и гибкой и, возможно, была оснащена горловым мешком. Шейные позвонки имели пустоты. Взрослая особь диморфодона достигала размера 1 метр с размахом крыльев в 1,45 метра. Хвост был длинным и состоял из тридцати позвонков. Первые пять или шесть были короткими и гибкими, а остальные постепенно увеличивались в длину и были укреплены шевронами — удлинёнными костяными отростками. На кончике хвоста, возможно, находился присущий рамфоринхам ромбовидный отросток-стабилизатор, хотя среди окаменелостей диморфодона не найдено никаких его остатков.

### Череп
Диморфодон имел большой, громоздкий череп около 23 сантиметров длиной, вес которого уменьшался за счёт больших пустот, отделённых друг от друга тонкими костяными перегородками. Его конструкция, напоминающая сводчатые арки моста, позволила Ричарду Оуэну незамедлительно сообщить, что, сочетая малый вес и большую прочность, ни одна костная структура не была устроена более экономично. В передней части верхней челюсти находилось четыре или пять клыкообразных зубов, за которыми следовало неопределённое количество зубов поменьше; верхнечелюстная кость всех экземпляров повреждена сзади. Нижняя челюсть несла пять длинных зубов и тридцать или сорок крошечных, сплющенных острых зубов в форме ланцета.

## Открытие

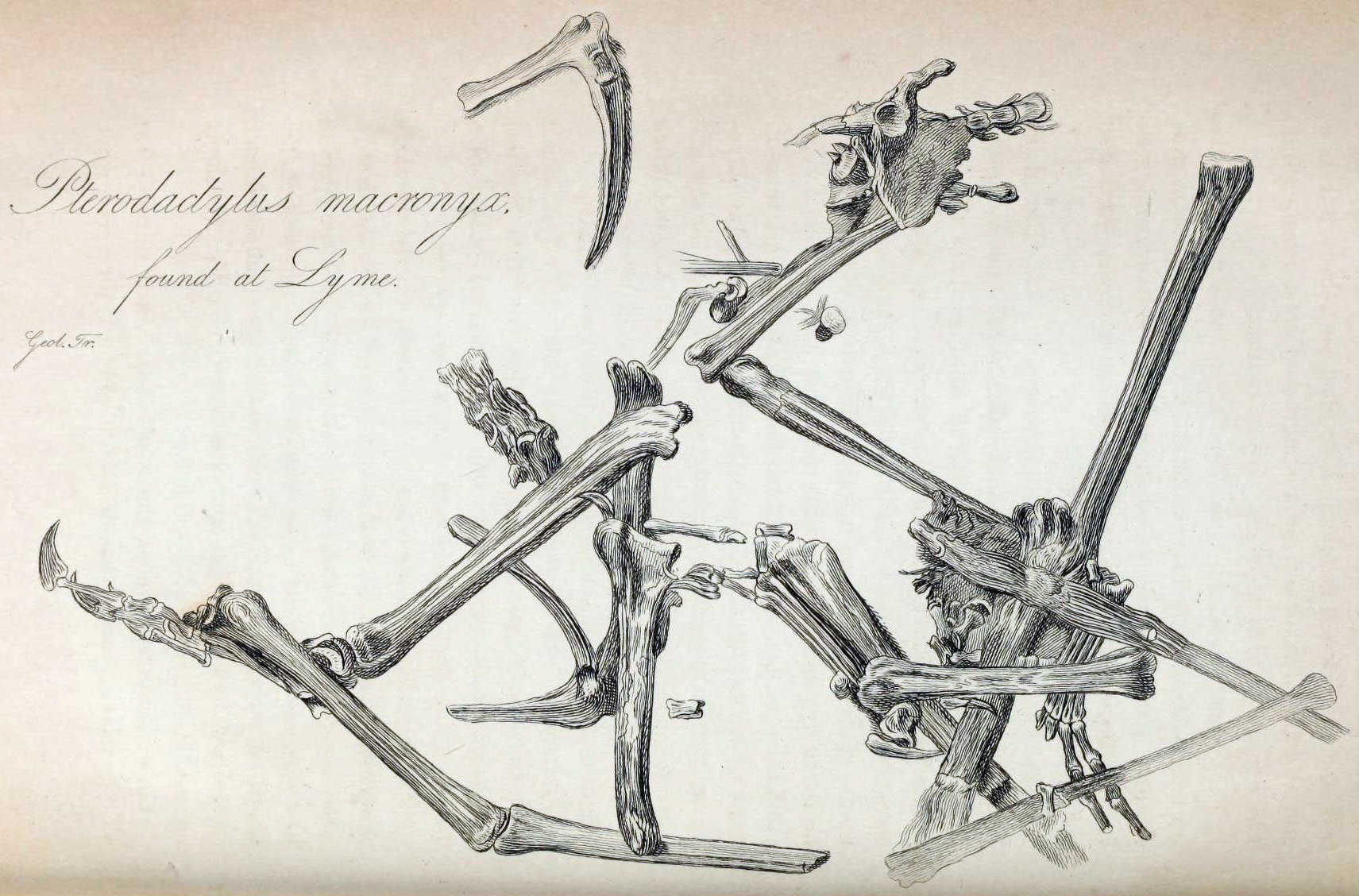
Иллюстрация типового образца, NHMUK PV R 1034

Первые ископаемые остатки, ныне приписываемые диморфодону, нашла палеонтолог-любитель Мэри Эннинг в Лайм-Риджис, графство Дорсет, Великобритания, в декабре 1828 года. Сейчас этот регион внесён в список Всемирного наследия под именем Юрское побережье; здесь обнажены слои формации Blue Lias, начиная с нижнего отдела юрской системы. Образец приобрёл Уильям Бакленд и сообщил о нём на заседании Геологического общества 5 февраля 1829 года. В 1835 году, после тщательного изучения, Уильям Клифт и Уильям Джон Броудрип опубликовали этот доклад, сильно расширенный, в Трудах Геологического общества, где описали и назвали ископаемые в качестве нового вида. Как и в случае с большинством находок ранних птерозавров, Бакленд классифицировал остатки как принадлежавшие роду Pterodactylus, и создал новый вид Pterodactylus macronyx. Видовое название происходит от греч. makros — «большой», и onyx — «коготь», с отсылкой на большие когти передних конечностей. Образец NHMUK PV R 1034 состоял из неполного разъединённого скелета на плите с отсутствующим черепом. В 1835 году Бакленд также отнёс к P. macronyx кусок челюсти из коллекции Элизабет Филпот. Позже многие мнимые виды Pterodactylus стали настолько анатомически разнообразными, что их начали выносить в отдельные роды.

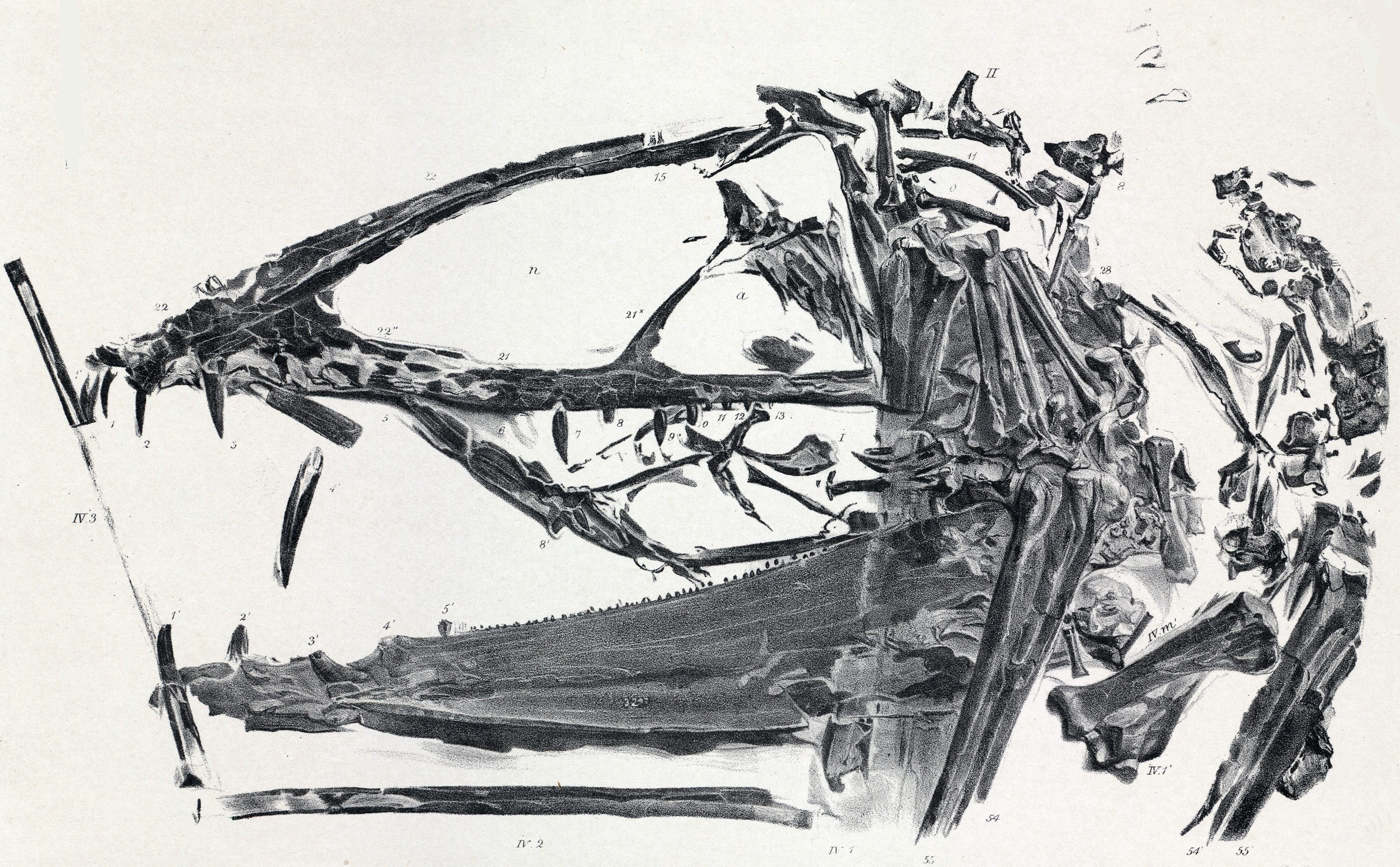
Образец D. macronyx NHUK PV R 1035

В 1858 году Ричард Оуэн сообщил о находке двух новых образцов, NHMUK PV R 41212 и NHMUK PV R 1035 — снова частичных скелетов, но на этот раз вместе с черепом. Обнаружив, что череп очень сильно отличается от Pterodactylus, Оуэн выделил Pterodactylus macronyx в отдельный род, который он назвал Dimorphodon. Его первый доклад не содержал описания, и название осталось nomen nudum. Однако, следующая публикация Оуэна в 1859 году содержала описание. После нескольких исследований, освещавших анатомию диморфодона, Оуэн сделал образец NHMUK PV R 1034 голотипом.

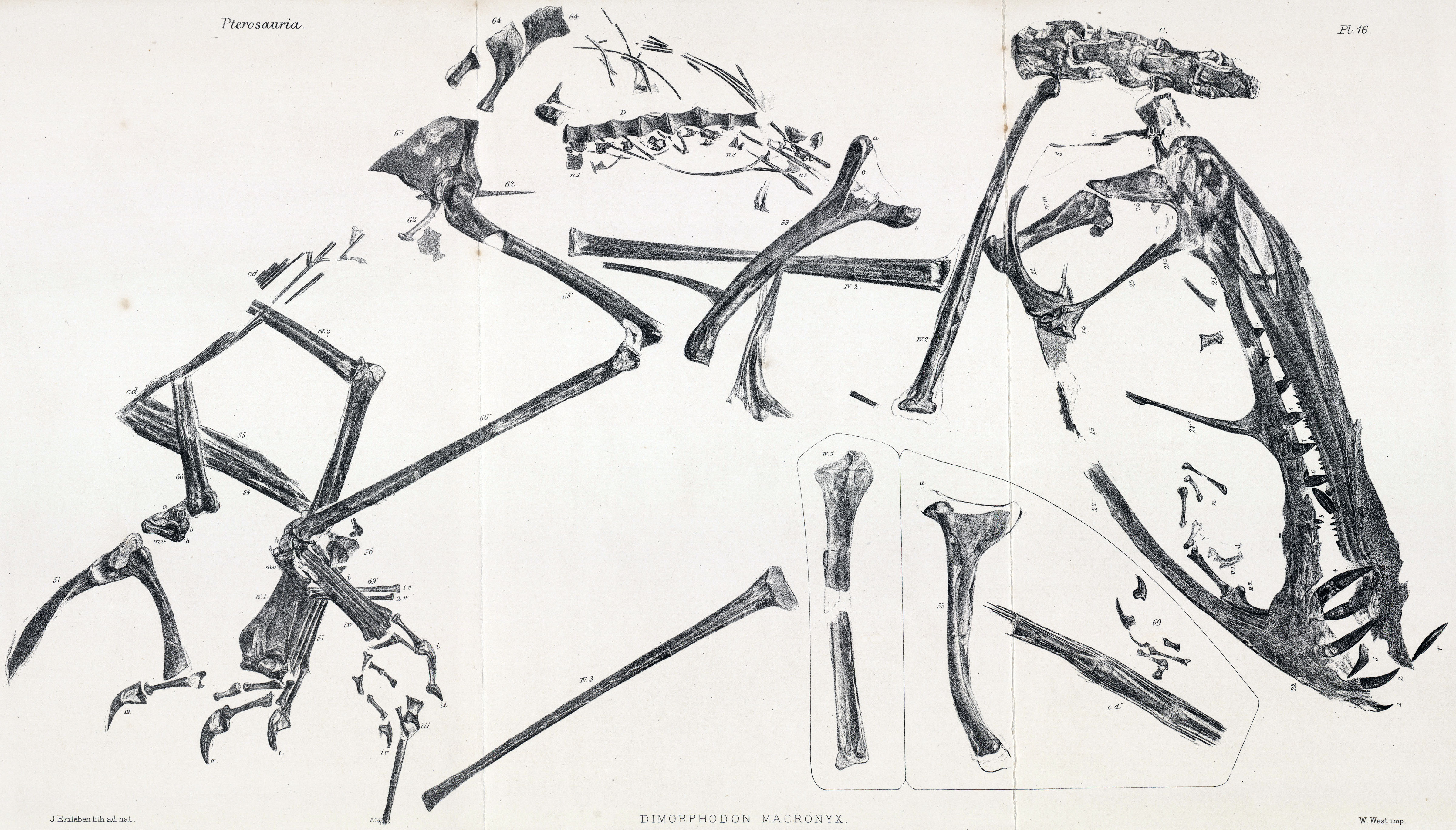
Иллюстрация образца NHMUK PV R 41212, D. macronyx

В то же время, хотя диморфодоны не являются распространённым ископаемым, были найдены другие фрагментарные образцы. Некоторые из них у лондонского торговца окаменелостями приобрёл Отниел Чарлз Марш между 1873 и 1881 годами. Один из них был извлечён из раннеюрских слоёв на южном берегу реки Северн, в Ауст Клифф.
В 1998 году Джеймс Кларк с коллегами назвали дополнительный вид диморфодона, Dimorphodon weintraubi, на основе частичного скелета, найденного в раннеюрской формации La Boca, Тамаулипас, Мексика, где были также обнаружены ископаемые остатки сфенодонтов, динозавров и млекопитающих. Он известен по типовому образцу IGM 3494, который содержит сочленённые части скелета, включая заднюю часть черепа, четыре шейных позвонка, скапулокоракоиды, левую плечевую кость, фрагменты правого крыла и правой ноги. Животные этого вида были крупнее D. macronyx, а хорошо сохранившаяся нога показывает, что при передвижении на задних конечностях эти птерозавры опирались не на пальцы, а на стопы. Об этом говорят и найденные следы. Видовое название дан в честь доктора Роберта Вайнтрауба.

## Систематика
В 1870 году Гарри Сили причислил диморфодона к собственному семейству Dimorphodontidae, с диморфодоном в качестве единственного представителя. В 1991 году немецкий палеонтолог Петер Велльнхофер предположил, что диморфодон может происходить от более раннего европейского птерозавра петеинозавра. Однако дальнейшие кладистические анализы не подтвердили это предположение. Согласно Анвину, диморфодон был связан с петеинозавром, но, вероятно, не являлся его потомком, и включил эти два рода в кладу Dimorphodontidae, наиболее базальную группу Macronychoptera, и внутри неё создал сестринскую группу Caelidracones. Это означало бы, что оба этих вида являются самыми базальными из всех известных птерозавров, за исключением преондактиля. По словам Александра Келлнера, диморфодон, однако, имеет намного меньше примитивных черт, чем петеинозавр.

### Филогения
Приведённая ниже кладограмма отражает результаты филогенетического анализа, выполненного Б. Андресом и Т. Майерсом в 2013 году.

|  | Preondactylus buffarinii  |
|  |                           |
|  | Austriadactylus cristatus |
|  |                           |

|  | Peteinosaurus zambellii |
|  |                         |
|  | Eudimorphodontidae      |
|  |                         |

|  | Preondactylus buffarinii  |
|  |                           |
|  | Austriadactylus cristatus |
|  |                           |

|  | Peteinosaurus zambellii |
|  |                         |
|  | Eudimorphodontidae      |
|  |                         |

|  | \| \| Dimorphodon macronyx \| \| \| \| \| \| Parapsicephalus purdoni \| \| \| \| |
|  |                                                                                  |
|  | Novialoidea                                                                      |
|  |                                                                                  |
|  | Dimorphodon macronyx                                                             |
|  |                                                                                  |
|  | Parapsicephalus purdoni                                                          |
|  |                                                                                  |

|  | Dimorphodon macronyx    |
|  |                         |
|  | Parapsicephalus purdoni |
|  |                         |

|  | Preondactylus buffarinii  |
|  |                           |
|  | Austriadactylus cristatus |
|  |                           |

|  | Peteinosaurus zambellii |
|  |                         |
|  | Eudimorphodontidae      |
|  |                         |

|  | Preondactylus buffarinii  |
|  |                           |
|  | Austriadactylus cristatus |
|  |                           |

|  | Peteinosaurus zambellii |
|  |                         |
|  | Eudimorphodontidae      |
|  |                         |

|  | \| \| Dimorphodon macronyx \| \| \| \| \| \| Parapsicephalus purdoni \| \| \| \| |
|  |                                                                                  |
|  | Novialoidea                                                                      |
|  |                                                                                  |
|  | Dimorphodon macronyx                                                             |
|  |                                                                                  |
|  | Parapsicephalus purdoni                                                          |
|  |                                                                                  |

|  | Dimorphodon macronyx    |
|  |                         |
|  | Parapsicephalus purdoni |
|  |                         |

### Классификация
По данным сайта Paleobiology Database, на ноябрь 2019 года в род включают 3 вымерших вида:
- Dimorphodon banthensis (Theodori, 1831) [syn. Ornithocephalus banthensis Theodori, 1831]
- Dimorphodon macronyx (Buckland, 1829) [syn. Pterodactylus macronyx Buckland, 1829, Pterodactylus marderi Owen, 1874]
- Dimorphodon weintraubi Clark et al., 1998

## Палеобиология

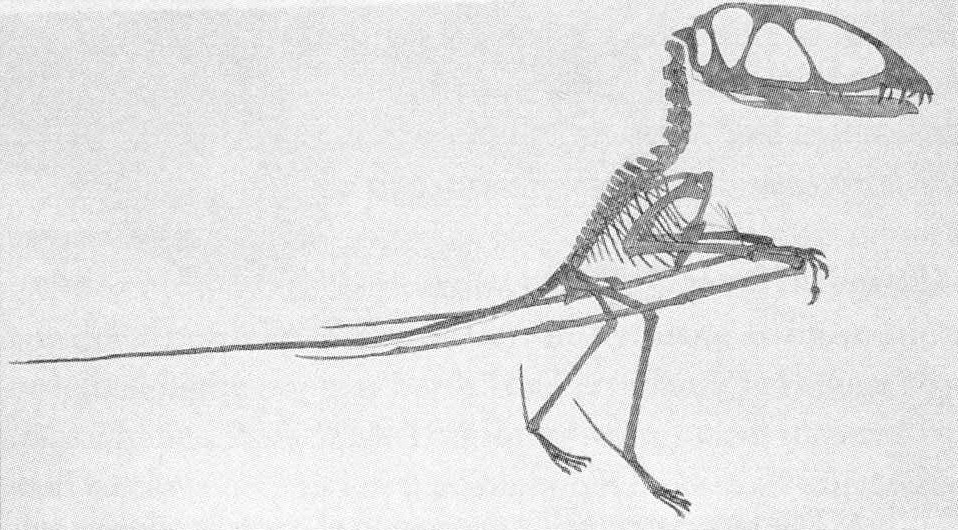
D. macronyx в спорной бипедальной позиции. Г. Сили, 1901

Оуэн считал диморфодона четвероногим. Он предположил, что пятый палец поддерживал мембрану между хвостом и ногами, и поэтому животное было крайне неуклюжим на земле. Его соперник, Гарри Сили, распространявший мнение о теплокровности и активности птерозавров, утверждал, что диморфодон был проворным четвероногим или даже бегающим двуногим из-за хорошо развитых задних конечностей и анатомических характеристик таза. Эту гипотезу вновь высказал Кевин Падиан в 1980-х годах. Тем не менее, окаменевшие следы других птерозавров указывают на четвероногий способ передвижения по земле, и все эти следы принадлежали птерозаврам с коротким пятым пальцем. Пятый палец диморфодона был удлинённым, лишённым когтя и направлен в сторону. Поэтому даже Дэвид Анвин утверждал, что диморфодон был четвероногим, что нашло подтверждение в компьютерной модели.

### Питание

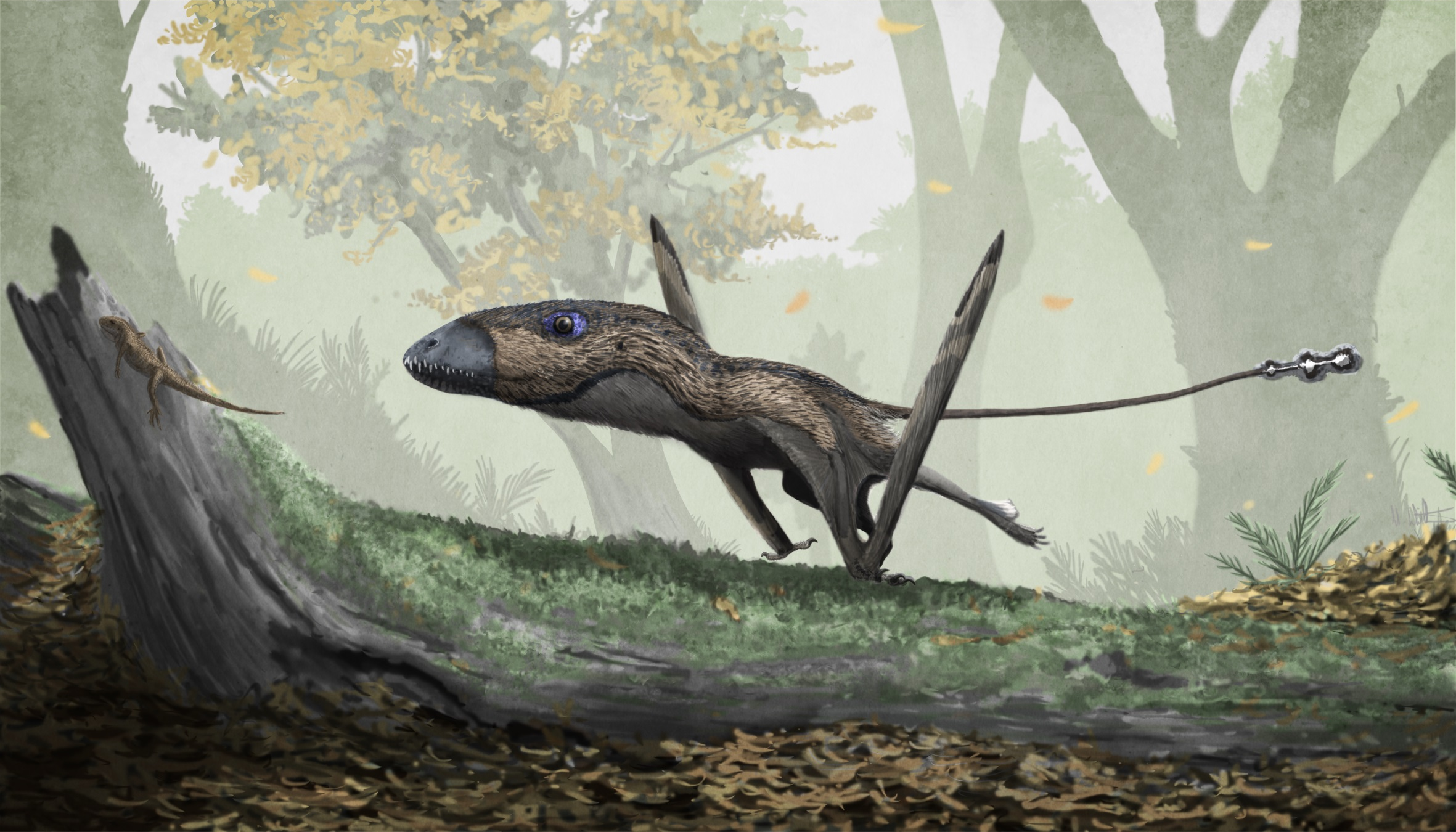
D. macronyx, поймавший сфенодонта

Знания о том, как жили диморфодоны, весьма скудны. Возможно, они населяли прибрежные районы и, возможно, имели очень разнообразный рацион. Бакленд предполагал, что они поедали насекомых. Позже стало обычным изображать их ихтиофагами, хотя первоначальная идея Бакленда хорошо поддерживается биомеханическими исследованиями и не согласуется с привычками животного (см. ниже Полёт). Диморфодон имел развитую мускулатуру челюсти, приспособленную для хватания и удержания. Челюсть могла закрываться очень быстро, но с небольшой силой и проникновением зубов. Наряду с коротким и высоким черепом и длинными, заострёнными передними зубами, это позволяет предположить, что диморфодон был насекомоядным, хотя, возможно, мог поедать мелких позвоночных или падаль. Марк Уиттон утверждает, что животное было специализированным мясоедом, поскольку было слишком большим для насекомоядного, и, следовательно, охотилось на мелких ящериц, сфенодонтов и млекопитающих, хотя его относительно слабая мускулатура челюсти, вероятно, подразумевает, что он ел пропорционально мелкую добычу.

### Полёт
Подобно многим другим птерозаврам, в прошлом диморфодона относили к парящим животным, считая их аналогами современных морских птиц. Однако более поздние исследования показали, что животное было на самом деле довольно плохим летуном: его крылья были слишком короткими по отношению к телу, а скелет чересчур тяжёлым. В жизни диморфодон, вероятно, передвигался короткими перелётами, подобно современным совам или дятлам. Будучи не в состоянии летать на большие расстояния, диморфодон поднимался в воздух в качестве последнего средства.

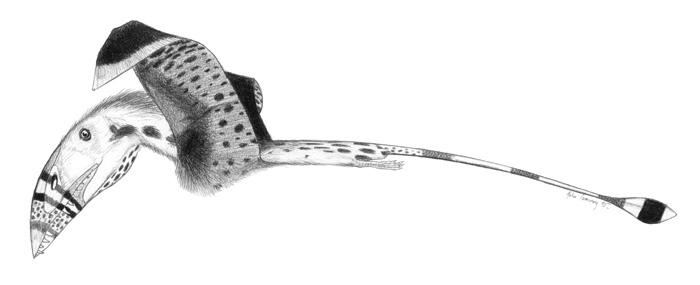
Иллюстрация, показывающая
D. macronyx в полёте

Интересно, что отдельное положение, занимаемое диморфодоном среди примитивных птерозавров, указывает, что его неумение летать является приобретённой чертой, а не наследственной характеристикой, поскольку более ранние птерозавры, такие, как преондактиль, были превосходными летунами.

### Цепкость
Подобно большинству не-птеродактилоидных птерозавров, диморфодон был отличным древолазом, обладал пропорционально большими когтями и низким центром тяжести. Подобно современным белкам, он передвигался по стволу дерева короткими прыжками.